# 3DO Interactive Multiplayer
3DO Interactive Multiplayer (або просто 3DO) — ігрова приставка, що випускалася в 1993—1996 рр. компаніями Panasonic, Sanyo, Creative і Goldstar. Консоль вироблялась відповідно до набору специфікацій, запропонованих The 3DO Company, і спочатку розроблених Dave Needle і RJ Mical з New Technology Group. Ідея створення консолі належить підприємцю Тріпу Хоукінсу, який також є засновником EA Games.
Попри активну рекламу, яка супроводжувала запуск системи, і використання передових технологій, висока ціна системи (на момент виходу вона становила 599,95 $) і перенасичення ринку ігрових систем призвели до швидкого завершення її життєвого циклу.
В 2009 році сайт IGN у своєму списку найкращих ігрових консолей поставив 3DO на 22-е місце.

## Емуляція
4DO працює над емулятором консолі 3DO, що базується на вихідному коді FreeDO. Більшість ігор доступні з незначними проблемами.